# HyperTerminal
HyperTerminal ist ein Kommunikationsprogramm, das beginnend mit der Version 2.0 mit dem Windows-Betriebssystem mitgeliefert wurde. HyperTerminal basiert auf dem Programm HyperACCESS und wurde von der Firma Hilgraeve an Microsoft lizenziert.
HyperTerminal kann verwendet werden, wenn mit einem Modem eine Einwahlverbindung zu einem Großrechner oder einem Mailbox-Server aufgebaut werden soll. Das Programm erfüllt dann die Funktion eines Terminalemulationsprogramms.
Darüber hinaus ist es auch möglich, mit HyperTerminal Verbindungen zwischen Computern herzustellen, die über die seriellen Schnittstellen direkt miteinander verbunden sind (etwa zwischen einem Desktop-PC und einem tragbaren Computer). Weiter ist es möglich, mittels HyperTerminal über die serielle Schnittstelle externe Geräte zu steuern (etwa wissenschaftliche Instrumente und Roboter).
Ab Windows Vista ist HyperTerminal nicht mehr Bestandteil von Windows. Es besteht allerdings die Möglichkeit eines kostenpflichtigen Downloads zum Nachrüsten des Programmes. Alternativ dazu gibt es auch kostenlose Opensource-Terminalprogramme, wie zum Beispiel PuTTY, mit denen man einen ähnlichen Funktionsumfang erhält.